# Vaccinium woodianum
Vaccinium woodianum är en ljungväxtart som beskrevs av H. F.Copeland. Vaccinium woodianum ingår i Blåbärssläktet, och familjen ljungväxter. Inga underarter finns listade i Catalogue of Life.